# Kliment Ochridski (stacja antarktyczna)
Kliment Ochridski (База св. Климент Охридски) – bułgarska stacja antarktyczna położona na Wyspie Livingstona, w archipelagu Szetlandów Południowych. Nazwana na cześć św. Klimenta Ochrydzkiego – apostoła Bułgarii.

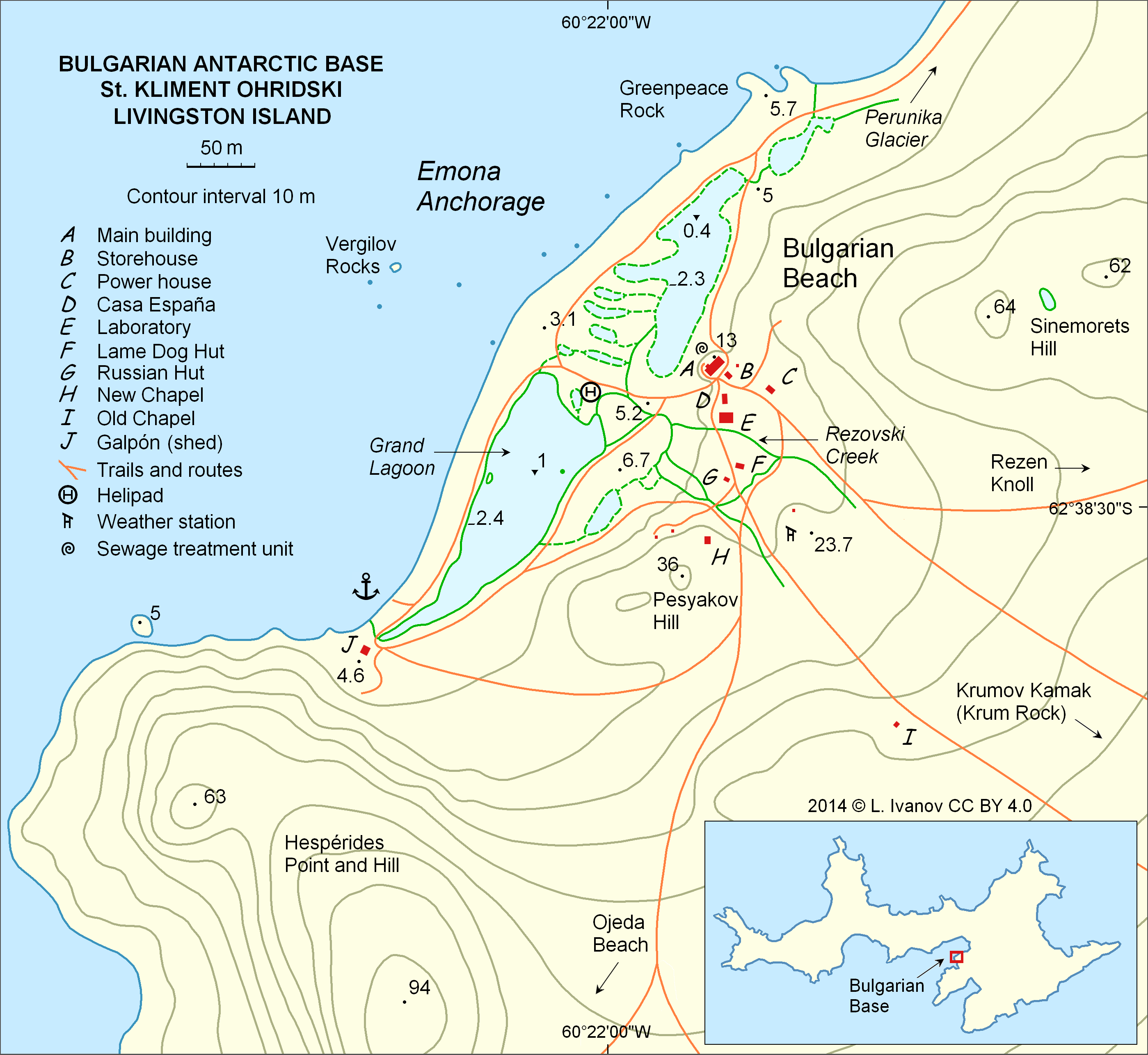
Mapa stacji (2014)

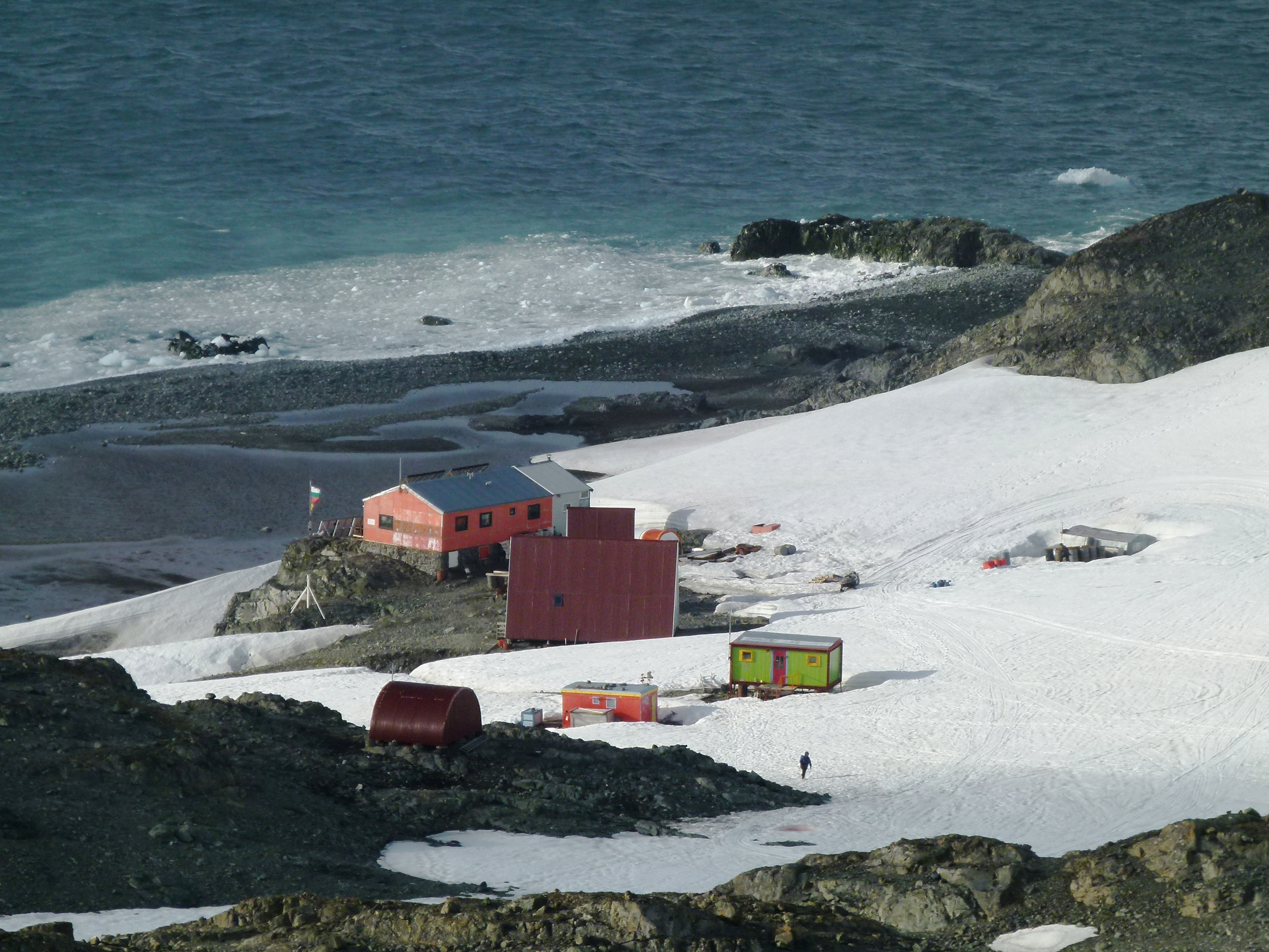
Stacja w 2012

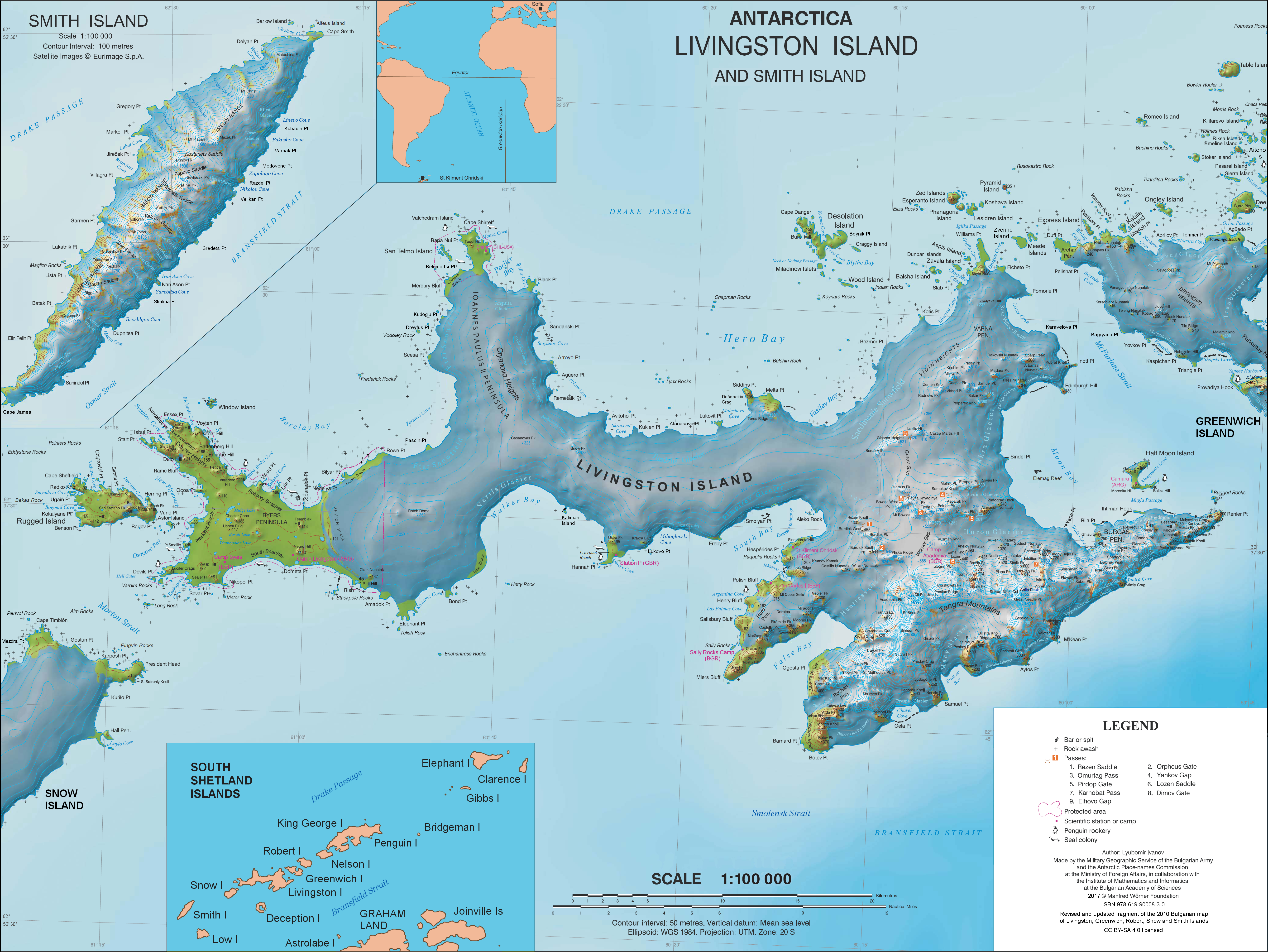
Mapa Wyspy Livingstona

Na stacji prowadzone są badania geologiczne, biologiczne, glacjologiczne, topograficzne i geograficzne.
W 2003 wybudowano na stacji kaplicę pod wezwaniem Iwana Rilskiego. Była to pierwsza świątynia prawosławna w Antarktyce (w następnym roku powstała Cerkiew Trójcy Świętej na Wyspie Króla Jerzego), a zarazem najdalej na południe położone miejsce kultu religijnego. Od 1994 działa na stacji placówka Poczty Bułgarskiej.